# Yosniel Mesa
Yosniel Mesa Díaz (Cienfuegos, 11 maggio 1981) è un ex giocatore di calcio a 5 ed ex calciatore cubano.

## Carriera
Mesa ha vinto, con la nazionale cubana di calcio a 5 due medaglie d'argento della CONCACAF Futsal Championship. Inoltre, ha partecipato a due edizioni della Coppa del Mondo. In seguito, ha esordito anche nella nazionale cubana di calcio, con cui ha giocato 6 partite tra il 2010 e il 2011.